# Agostinho Stefan Januszewicz
Agostinho Stefan Januszewicz  , né le 29 novembre 1930 à Podwojponie  en Pologne, et mort le 20 mars 2011  à  Juruá  dans l' État de Amazonas,  Brésil  ,  est un prélat catholique polonais  au Brésil.

## Biographie
Januszewicz est membre de l'ordre des franciscains et est ordonné prêtre en Pologne 1958.   En 1989 il est nommé le premier évêque de   Luziânia au Brésil. Januszewicz prend sa retraite en 2004.

## Sources
- Profil sur Catholic hierarchy